# Викулин, Иван Михайлович
Иван Михайлович Викулин (род. 2 мая 1940, Самарское, Башкирская АССР) — физик, математик; доктор физико-математических наук (1975), профессор (1977), заслуженный изобретатель Украины (1992). Премии: Государственная премия СССР (1986), Премия Совета Министров СССР (1990), Государственная премия Украины в области науки и техники (2009).

## Биография
Иван Викулин родился 2 мая 1940 года в с. Самарск Башкирской АССС. В 1957 году окончил среднюю школу. Работал электриком Орско-Халиловского металлургического комбината (1957—1959).
В 1964 году окончил радиофизический факультет Томского государственного университета, был назначен на должность заведующего лабораторией НИИ полупроводниковых приборов.
В 1969 году защитил кандидатскую диссертацию.
С 1969 года работал на кафедре физической электроники Одесского государственного университета им. И. И. Мечникова (ныне — Одесский национальный университет имени И. И. Мечникова), старшим преподавателем, доцентом (1970).
В 1975 году защитил докторскую диссертацию по теме: «Физические основы полупроводникових сенсоров». Работал профессором кафедры физической электроники ОГУ (1975—1986).
С 1986 года — заведующий кафедрой физики Украинской государственной академии связи имени А. С. Попова.
Вице-президент Академии связи Украины и заслуженный изобретатель Украины (1992); академик Международной академии информатизации — ассоциированного члена ООН (1994).

## Научная деятельность
Сформировал научную школу полупроводниковых датчиков. Были созданы новые типы приборов на основе полупроводниковых синтетических алмазов, магниточувствительные и фоточувствительные транзисторы, модуляторы оптического излучения.
За разработку физических основ полупроводниковых магниточувствительных приборов присуждена Государственная премия СССР (1986).
За создание полупроводниковых варикапов (диод с переменной емкостью) присуждена премия Совета Министров СССР (1990).
Автор 10 книг, 145 статей, 120 авторских свидетельств и патентов на изобретения.

## Труды
- Физика полупроводниковых приборов / И. М. Викулин, В.И. Стафеев. — М. : Радио и связь, 1980.
- К вопросу об изменении проводимости полупроводников при эксклюзии / И. М. Викулин, В. И. Ирха // Информатика и связь : сб. научных трудов. — Одесса, 1997. — С. 117—122.
- Электролюминесценция в асимметричных р-n структурах / И. М. Викулин, В. Э. Горбачев // Наукові праці УДАЗ ім. О. С. Попова. — 2000. — № 1. — C. 8.
- Розвиток фізико-технологічних основ, розробка і організація серійного виробництва елементів і систем оптоелектроніки : монографія / В. Г. Вербицький, І. М. Вікулін, П. П. Воробієнко [та ін.] ; наук. ред. Г. О. Сукач ; М-во транспорту та зв'язку України. – Київ : Логос, 2009. — 239 с.
- Влияние радиации на термочувствительность биополярных транзисторов / И. М. Викулин, В. Э. Горбачев, Ш. Д. Курмашев // Наукові праці ОНАЗ ім. О. С. Попова. — 2015. — № 2. — С. 12-19.
- Варисторы из монодисперсных керамических порошков, полученные с помощью лазерного излучения / И. М. Викулин, В. Э. Горбачев, Ш. Д. Курмашев // Наукові праці ОНАЗ ім. О. С. Попова. — 2016. — С. 29-34.